# 高克恭

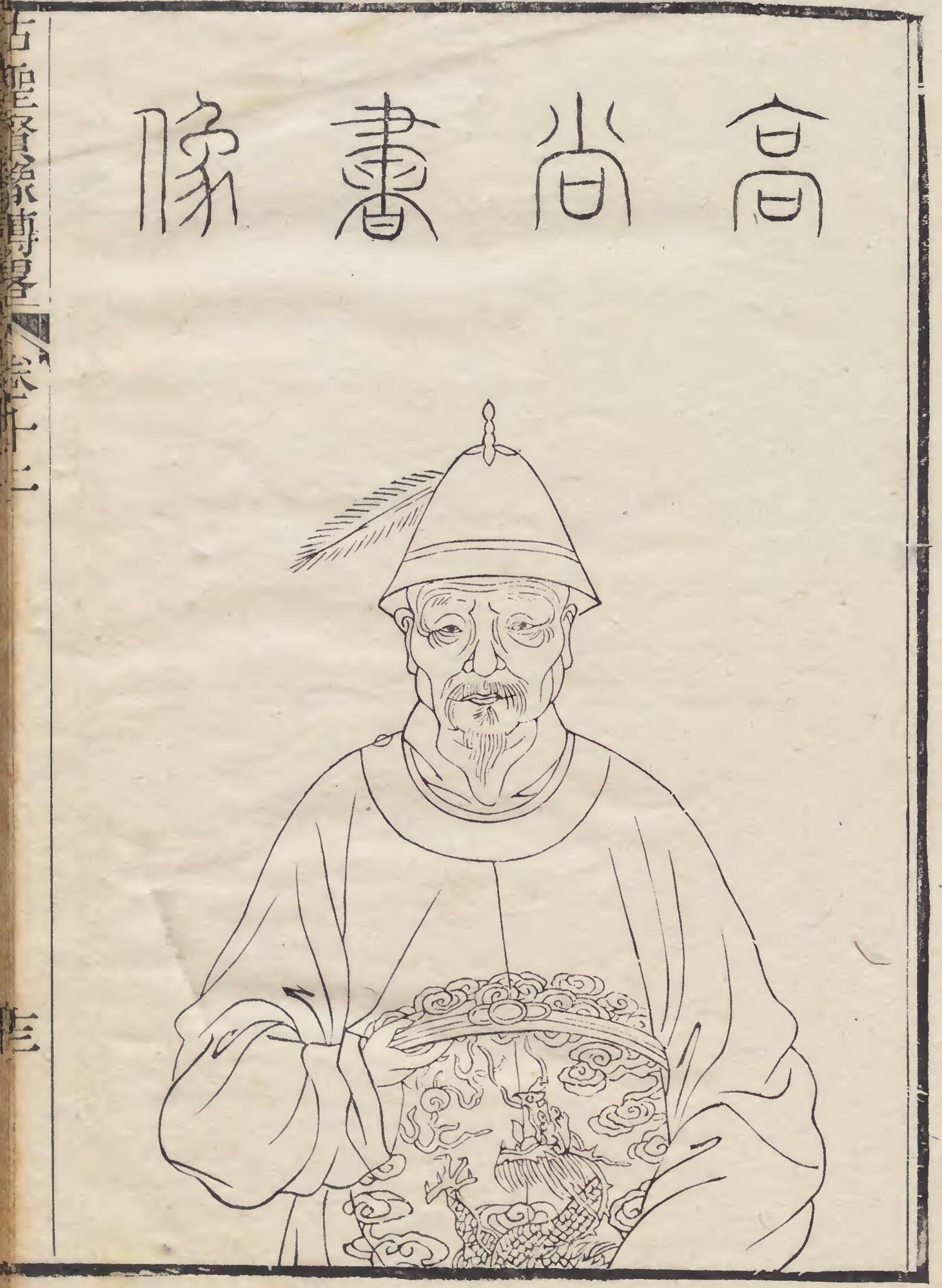
高克恭

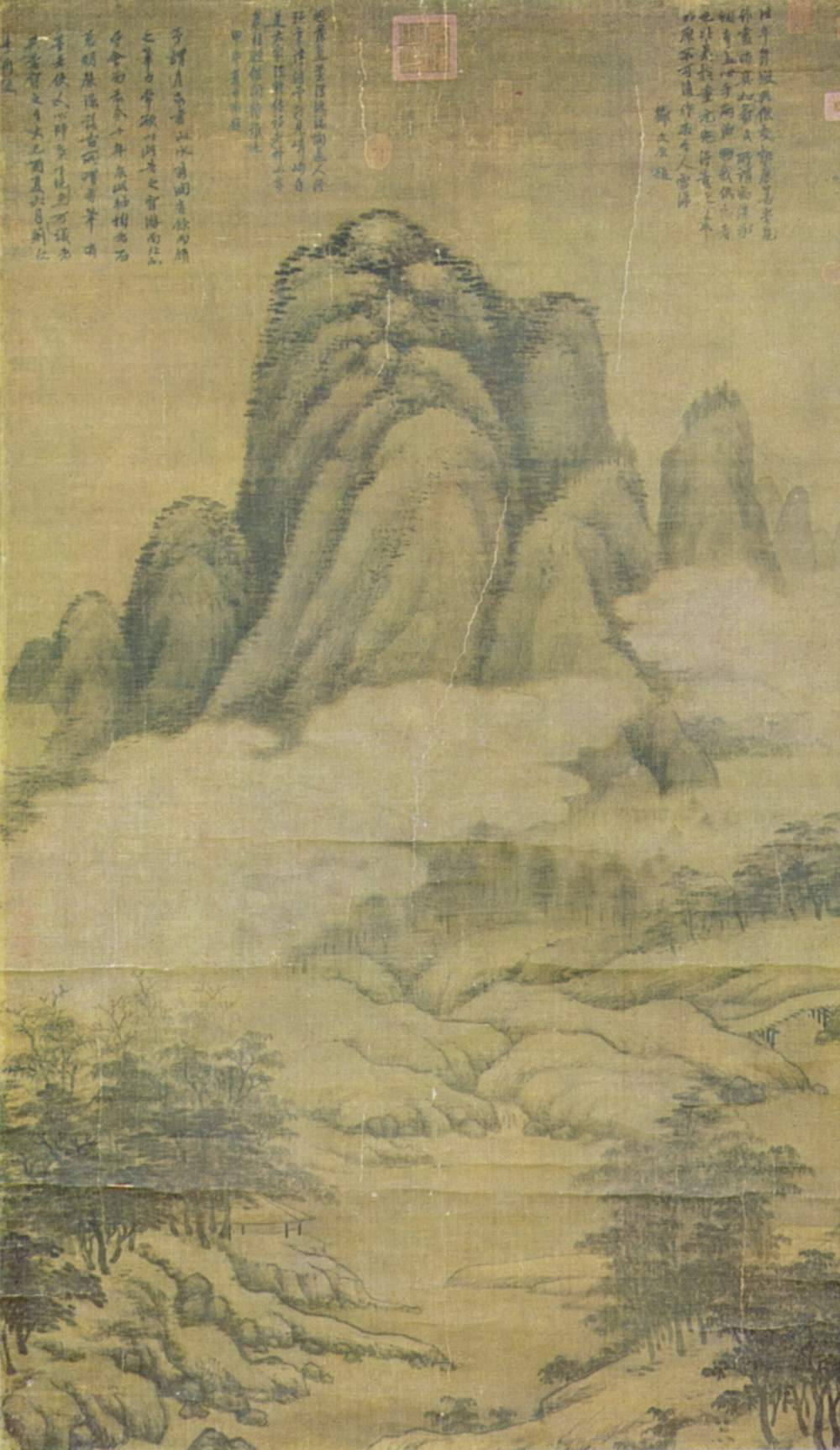
雲橫秀嶺圖，國立故宮博物院藏

高克恭（1248年—1310年9月27日），字彦敬，号房山，色目人。元代画家。

## 生平
祖籍西域（今新疆），占籍大同（今属山西）。其父高亨，字嘉甫，移居燕京（今北京），“时皆知名士”。克恭自幼聪慧好学，博览经史，早年任工部令史，至元二十四年，官至监察御史；至元二十八年出任江浙省左右司郎中。大德元年 （1297年），迁山西、河北道廉访副使，二年擔任江南行台治书侍御史，任上“兴学校，选真才”，大德三年为工部侍郎。六年任吏部侍郎。歷官刑部主事、刑部侍郎、大名路总管、太中大夫。累官至刑部尚书，深得百姓爱戴。至大三年九月初四日（1310年9月27日），病逝於燕京之南。
工山水畫，亦擅墨竹，山水师法米芾父子、巨然、李成等人，被虞集誉为“国朝名笔第一”。有《春山晴霭图》、《春云晓霭图》、《墨竹坡石图》等传世。赵孟頫在《墨竹坡石图》中题诗曰：“高侯落笔有生意，玉立两竿烟雨中。天下几人能解此，萧萧寒碧起秋风。”著有《房山集》、《高文简公集》。

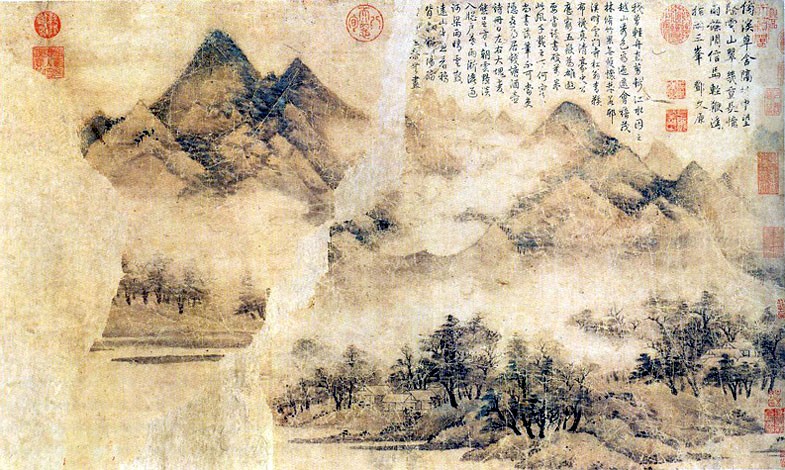
秋山暮霭图

## 延伸阅读
[在维基数据编辑]
 《新元史/卷188》，出自柯劭忞《新元史》
 在维基共享资源阅览影像